# Lithophyllum polyclonum
Lithophyllum  polyclonum Foslie, 1905  é o nome botânico  de uma espécie de algas vermelhas pluricelulares do gênero Lithophyllum, família Corallinaceae.
- São algas marinhas encontradas na Mauritânia.

## Sinonímia
- Não apresenta sinônimos.